# NGC 6179
NGC 6179 في الفهرس العام الجديد، هي مجرة، تقع في كوكبة الجاثي. اكتشفت في 19 أبريل 1855 بواسطة ويليام بارسونز.

## روابط خارجية
- NGC 6179 على موقع ويكي سكاي: DSS2, SDSS, GALEX, IRAS, Hydrogen α, X-Ray, Astrophoto, Sky Map, Articles and images